# الكنيسة الأرمنية الإنجيلية
الكنيسة الأرمنية الإنجيلية (بالأرمنية Հայաստանեայց Աւետարանական Եկեղեցի) كنيسة تأسست في 1 يوليو 1846 في إسطنبول بعد أن ازدادت الحركات الإصلاحية في كنيسة الأرمن الأرثوذكس وزادت الانشقاقات عن الكنيسة الأم بعد قرار بطريرك القسطنطينية للأرمن الأرثوذكس ماتيوس تشوهاجيان بطرد العديد منهم من الكنيسة، بعد استمالة المبشّرين البروتستانت لهم، مما اضطر السلطان العثماني إلى إعلان «الملة البروتستانتية» في السلطنة العثمانية.
تأسست الكنيسة في 1846 وانتشرت أولا في الأقاليم العثمانية ومن بعدها ببلدان الانتشار الأرمني ومنها العديد من الدول العربية، وخصوصا في لبنان، سوريا، العراق، مصر. الكنائس المؤسّسة في الدول العربية تنضوي تحت مظلة «اتحاد الكنائس الأرمنية الإنجيلية في الشرق الأدنى» المشكل عام 1924 ومركز الاتحاد بيروت، لبنان، في حين أن الكنائس الأميركية والكندية منضوية تحت «اتحاد الإنجيليين الأرمن في أميركا الشمالية» المؤسس عام 1971.
وبدأت الكنيسة تعمل في أرمينيا المستقلة خصوصا بعد انهيار الاتحاد السوفياتي مع اعتراف رسمي بها ككنيسة مستقلة عام 1995.

## وصلات خارجية
- الموقع الرسمي لاتحاد الكنائس الأرمنية الإنجيلية في الشرق الأدنى
- الموقع الرسمي لاتحاد الإنجيليين الأرمن في أميركا الشمالية